# 上沃洛喬克
56°15′N 34°19′E / 56.250°N 34.317°E
上沃洛喬克（羅馬化：Vyshniy Volochyok）是俄羅斯特維爾州北部的一個城市，位於莫斯科-聖彼得堡鐵路上。2002年人口56,405人。
城名「沃洛喬克」的意思是「繞道」，因位於伏爾加河和波羅的海的分水嶺而得名。